# Edmar Peron
Dom Edmar Peron (Maringá, 4 de março de 1965) é um bispo católico brasileiro. Foi Bispo Auxiliar de São Paulo e atual Bispo emérito de Paranaguá.

## Biografia
Dom Edmar é o primeiro dos quatro filhos do casal Leonildo Peron e Aparecida Besagio Peron. Foi batizado no mesmo ano que nasceu, na paróquia Santo Antônio de Pádua, e recebeu, das mãos de Dom Jaime Luiz Coelho, o Sacramento da Crisma, na Catedral Nossa Senhora da Glória, de Maringá, no ano seguinte.
Fez os estudos do ensino básico nos colégios Duque de Caxias e Rodrigues Alves e o ensino médio no Instituto de Educação de Maringá. Terminado o ensino médio, aos 18 anos, entrou no Seminário Maior Arquidiocesano Nossa Senhora da Glória – Instituto de Filosofia, em Maringá, onde cursou Filosofia, nos anos de 1983 a 1985, seguindo depois para o Seminário Paulo VI – Instituto Teológico Paulo VI, em Londrina, de 1986 a 1989, para os estudos de Teologia.
Depois dos sete anos de seminário, no dia 23 de julho de 1989, foi ordenado diácono, pelo mesmo Dom Jaime Luiz Coelho, Arcebispo Metropolitano, que também o ordenou Padre para a Arquidiocese de Maringá no dia 21 de janeiro de 1990. Desde então serviu a essa Arquidiocese, realizando trabalhos em diversas Paróquias e assessorias, além de atuar na formação dos seminaristas.
Foi vigário da Paróquia Santo Antônio de Pádua, em Maringá, em 1990 e 1991 e pároco das Paróquias: Nossa Senhora do Rosário, em Floresta, de 1991 a 1995; Santa Rosa de Lima, em Iguatemi, de 1995 a 1997; Sagrado Coração de Jesus, em Nova Esperança, em 1998 e 1999; e Cristo Ressuscitado, em Maringá, de 2002 a 2006. Colaborou também como Administrador Paroquial na Paróquia Nossa Senhora Mãe de Deus, em Presidente Castelo Branco e na Paróquia Nossa Senhora Rainha, em Atalaia, em 1998 e 1999.
No 2000, foi enviado a Roma, por Dom Murilo Sebastião Ramos Krieger, para realizar estudos de Mestrado em Teologia Dogmática e especialização em Teologia dos Sacramentos, até 2002.
Desde seu retorno, em 2002, foi professor de Teologia Dogmática e de Liturgia, inicialmente no Instituto Teológico Paulo VI e, depois, na PUCPR – Campus Londrina. Atuou como membro do Colégio de Consultores e, em períodos alternados, também do Conselho Presbiteral da Arquidiocese de Maringá. Dedicou grande parte de seu trabalho pastoral, durante nove anos, à Pastoral de Liturgia e Canto da Arquidiocese de Maringá. Desde 2007 tem escrito para a Revista de Liturgia, em São Paulo. Foi vigário da Paróquia Nossa Senhora de Fátima, em Marialva, de 2007 a 2009.
Na formação dos seminaristas, atuou por sete anos como Diretor Espiritual do Seminário de Filosofia Nossa Senhora da Glória, de 1991 a 1997. De 2007 a 2009 foi Reitor do Seminário de Teologia Santíssima Trindade, em Londrina.
No dia 30 de dezembro de 2009 foi nomeado pelo Papa Bento XVI como bispo-auxiliar da Arquidiocese de São Paulo com a sé titular de Mattiana. Foi ordenado bispo no dia 28 de fevereiro de 2010 em Maringá, na Catedral Basílica menor de Nossa Senhora da Glória, por Dom Jaime Luiz Coelho, arcebispo emérito de Maringá; os co-consagrantes foram Dom Anuar Battisti, arcebispo de Maringá, e Dom Odilo Pedro Scherer, arcebispo de São Paulo.
Foi apresentado à Igreja de São Paulo no dia 14 de março de 2010, sendo imediatamente nomeado Vigário Episcopal para a Região Belém. Assumiu outros encargos ao nível arquidiocesano, dentre os quais, bispo referencial para a liturgia e a formação dos futuros presbíteros e Vigário Geral da Arquidiocese. Aos 25 de junho de 2011 teve seu nome divulgado como membro da Comissão Episcopal Pastoral para a Liturgia da CNBB.
No dia 25 de novembro de 2015, o Papa Francisco nomeou Dom Edmar Peron, Bispo de Paranaguá . Tomou posse dia 17 de dezembro de 2015, como bispo diocesano de Paranaguá. A Solenidade de Posse foi celebrada na Catedral de Nossa Senhora do Santíssimo Rosário, em Paranaguá.
Em 08 de maio de 2019, durante a 57ª Assembleia Geral da CNBB foi eleito Presidente da Comissão Episcopal Pastoral para a Liturgia.
Em 1 de junho de 2022, o Papa Francisco o nomeou como membro da Congregação para o Culto Divino e Disciplina dos Sacramentos.
O Papa Leão XIV aceitou sua renúncia em 20 de maio de 2025.

### Ordenações episcopais
Co-ordenante de
- Júlio Endi Akamine, S.A.C. (2011)
- Sérgio de Deus Borges (2012)
- Eduardo Vieira dos Santos (2015)
- Luiz Gonçalves Knupp (2015)
- José Benedito Cardoso (2019)